# Dragan Šakota
Dragan Šakota es un entrenador de baloncesto serbio nacido el 16 de junio de 1952, en Belgrado, RFS Yugoslavia. Es padre del baloncestista Dušan Šakota. Actualmente dirige al AEK Atenas de la A1 Ethniki.

## Trayectoria
Después de pasar toda su carrera como jugador en las filas del KK IMT Belgrado, Šakota se convirtió en entrenador del primer equipo justo después de retirarse como jugador. En su primera temporada como entrenador terminó la liga en el noveno puesto, logrando la permanencia en la Primera Liga Yugoslava de Baloncesto. En el conjunto de Belgrado estaría durante 5 temporadas, hasta 1988 que firmó por el KK Zadar.
En la temporada 1988–89, alcanzó las semifinales de la Copa FIBA Korać, perdiendo ambos partidos ante el KK Partizan que luego ganó en la final. Sin embargo, Zadar no logró hacer lo mismo en la liga doméstica, siendo eliminado ante el KK Olimpija en cuartos de final. 
En la temporada 1989-90, firmó por Cibona, terminando en 4ª posición la liga doméstica.
En la temporada 1990-91, Šakota llegó al PAOK Salónica BC, donde el equipo ganó la Copa FIBA Saporta, que fue el primer trofeo europeo en la historia del club. También fueron subcampeones de la liga griega y de la Copa de Grecia. 
En la temporada 1992-93, Šakota firmó con Apollon Patras, con el que terminó en décimo lugar la liga griega.
En la temporada siguiente, firmó por Iraklis BC, con el que llegó a la final de la copa nacional en la que perdió ante el Olympiacos. 
En la temporada 1994-95, regresó al PAOK con el que logró ganar la copa nacional. El PAOK también terminó cuarto en la liga griega.
En las siguientes dos temporadas, dirigió al Peristeri. En la temporada 1995–1996, Peristeri terminó en séptimo lugar, clasificándose para la Copa FIBA Korać 1996-97. En la temporada siguiente terminó tercero en la liga griega y llegó a los cuartos de final de la Copa Korać.
En 2018, Šakota regresó a Iraklis BC donde permaneció durante 2 temporadas. En la temporada 1998-99, acabaría la liga griega en sexta posición, clasificándose para la Copa FIBA Saporta 1999-00, donde llegarían a los cuartos de final de la competición, perdiendo ante el campeón de esa temporada, el AEK BC. 
En la temporada 1999-00, el Iraklis BC acabaría la liga griega en séptima posición, clasificándose para FIBA SuproLeague 2000-01.
En la temporada 2000-01, Šakota firmó con el Aris, con el que acabó décimo en la liga griega.
En verano de 2021, se comprometió con el AEK Atenas B.C., en el que estuvo durante dos temporadas. Šakota llevó al equipo a la fase Top 16 de la Euroliga 2001-02 con 9 victorias en la temporada regular y logró ganar la A1 Ethniki tras acabar la temporada regular con un balance de 23-3 y vencer en la final a Olympiacos BC. En 2002, Šakota se convirtió en una leyenda del AEK Atenas B.C., haciendo historia como el único entrenador desde 1992 que ha ganado un título nacional, no siendo ni Olympiacos o Panathinaikos, logrando con el conjunto de Atenas su primer título nacional desde 1970.
Después de ganar el título, en la temporada 2002-03 solo lograría ganar un partido en la Euroliga 2002-03 y acabó con un balance de 1-13. El AEK Atenas B.C. lograría jugar la final de los play-offs, siendo derrotado por el Panathinaikos de Atenas por 3-1 en la serie. 
En noviembre de 2003, firma como entrenador del Olympiacos, reemplazando a Slobodan Subotić en el banquillo y con el que acabaría octavo en la liga con un balance de 13-13. En Euroliga sería eliminado en la fase Top 16 y perdería la final de la copa nacional frente al Aris.
En la temporada 2005-06, Šakota regresó a su ciudad natal, donde se hizo cargo del Estrella Roja de Belgrado. En su primera temporada lograría la Copa Radivoj Korać y llegó hasta los cuartos de final de la Copa ULEB. 
En la segunda temporada como técnico del Estrella Roja de Belgrado, fue eliminado en las semifinales de la copa nacional y pese que alcanzó los cuartos de final de la Copa ULEB, en marzo de 2007 renunció al cargo y fue reemplazado por su entrenador asistente Stevan Karadžić.
En enero de 2008, Šakota se hizo cargo del Fortitudo Bologna, tras la destitución de Andrea Mazzone. Tras acabar la temporada con el conjunto de Bolonia, comenzó la temporada 2008-09 pero a mediados de diciembre de 2008, fue despedido y reemplazado por Cesare Pancotto.
En la temporada 2010-11, dirige al Trabzonspor Basketbol de la Superliga turca.
El 16 de noviembre de 2011, Šakota se convirtió en entrenador de Antalya BB de la Superliga turca, en sustitución de Serdar Apaydın, pero después de unos meses fue despedido.
En 2014, regresó al AEK Atenas B.C. al que dirigió durante dos temporadas.
En la temporada 2016-17, se encargó de la dirección deportiva del AEK Atenas B.C., volviendo la temporada anterior a hacerse cargo del banquillo del conjunto heleno, con el que conquistó la Liga de Campeones de baloncesto y la Copa de Grecia, en la temporada 2017-18.
El 23 de noviembre de 2019, regresó al Estrella Roja, al que dirigió hasta el 8 de junio de 2020.
El 20 de marzo de 2022, ficha por Casademont Zaragoza de la Liga Endesa, para el resto de la temporada.
El 5 de diciembre de 2022, firma por el Pallacanestro Reggiana de la Lega Basket Serie A hasta el final de la temporada, para sustituir a Massimiliano Menetti.
El 26 de octubre de 2023 firma por el Happy Casa Brindisi de la Lega Basket Serie A.

## Internacional
Šakota fue entrenador asistente de la Selección de baloncesto de Yugoslavia, de 1989 a 1990, con la que asistió en el Campeonato Mundial FIBA de 1990. 
En 1999, fue entrenador asistente de la Selección de baloncesto de Yugoslavia, asistiendo al EuroBasket de 1999. Más tarde, sería entrenador asistente de la Selección de baloncesto de Serbia, a la que asistió en los Juegos Olímpicos de 2004 y en el EuroBasket 2005.
En 2006, Šakota fue nombrado entrenador de la Selección de baloncesto de Serbia, a la que dirigió en el Campeonato Mundial FIBA 2006, acabando en el puesto undécimo.